# Площадь Свободы (Баку)
«Площадь Свобо́ды» (первоначально площадь им. И. В. Сталина, азерб. Сталин мейданы; затем площадь им. Ленина, азерб. Ленин мейданы), известная также как площадь «Азадлыг» (азерб. Azadlıq meydanı) — главная площадь Азербайджана, расположенная в столице страны, в городе Баку.
Площадь Свободы является центральной площадью столицы и основной городской площадкой для массовых мероприятий. Здесь расположены Дом правительства, гостиницы Апшерон и Hilton. Неоднократно площадь становилась местом проведения масштабных митингов и манифестов.

## История
С 1936 года по 1952 год шло строительство главного ныне здания площади — Дома правительства. Авторами проекта были архитекторы Лев Руднев и Владимир Мунц. 6 ноября 1957 года перед зданием был поставлен памятник Ленину работы скульптора Джалал Каръягды. Ниже памятника были трибуны, на которых во время парадов и демонстраций выстраивались руководители ЦК Коммунистической партии Азербайджана и азербайджанского правительства.
В середине 1980-х годов началась перестройка, а позднее стал разгораться карабахский конфликт. 17 ноября 1988 года на центральной площади начались непрерывные митинги протеста против политики советского руководства и за национальную независимость. Демонстранты были обеспокоены начавшимся карабахским конфликтом и притоком беженцев, впервые прозвучали призывы к выходу Азербайджана из состава СССР. Эта дата официально отмечается ныне как День национального возрождения. По некоторым оценкам, в те дни на площади собирались примерно полмиллиона человек. 22 ноября в Баку был введен комендантский час, и стянуты большие силы советских войск. Но данные действия правительства не остановили митинг. Через несколько дней площадь была оцеплена силами внутренних войск, стянутыми в Баку из мест дислокации в разных местах СССР. В ночь с 3 на 4 декабря митингующие были разогнаны с применением силы войск и бронетехники. Многие из них (около 400 человек) были впоследствии арестованы.

### После возвращения независимости

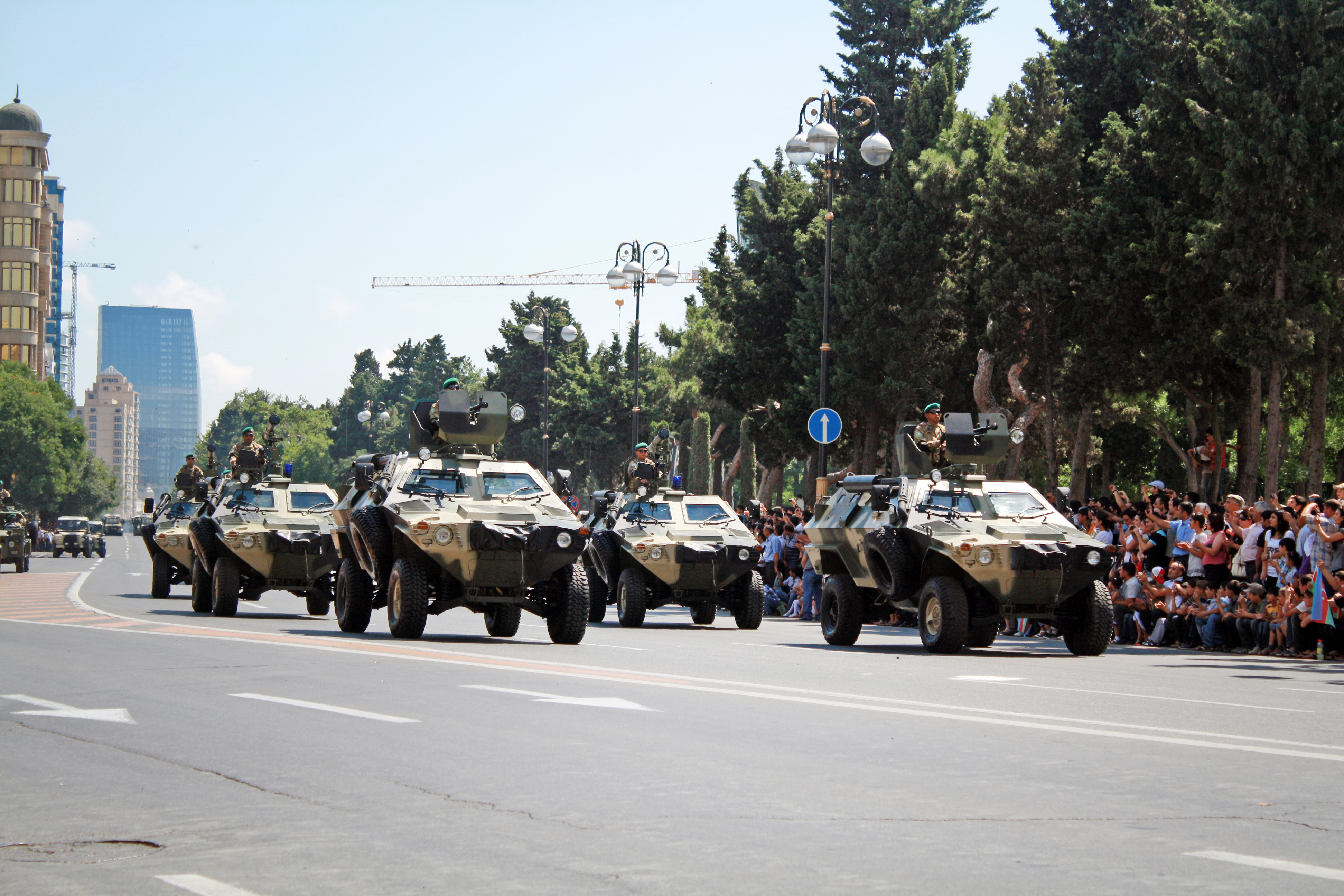
Прохождение военной техники по площади во время парада. 26 июня 2011

В 1991 году памятник Ленину был снесён. На его месте был установлен флаг Азербайджанской Республики, а главная площадь города была переименована в Азадлыг — площадь Свободы.
9 октября 1992 года, во время Первой карабахской войны, на площади Азадлыг состоялся первый военный парад независимой Азербайджанской Республики, приуроченный к первой годовщине создания азербайджанской армии. Подготовка к параду заняла меньше месяца. В параде принимали участие и две роты, приглашённые из района боевых действий, которые сразу же после парада вернулись в Карабах.
26 июня 2011 года на площади состоялся самый масштабный военный парад в истории Азербайджана. В нём принимали участие 6 000 военнослужащих личного состава и 400 единиц военной техники. На этом параде впервые была продемонстрирована продукция, создаваемая в последние годы промышленностью Азербайджана, — транспортёры, а также различные виды стрелкового оружия.
Через два года, 26 июня 2013 года на площади по случаю 95-летия создания национальной армии был проведён четвёртый по счёту военный парад, Вооружённые силы Азербайджана к тому времени насчитывали уже свыше 125000 человек личного состава. В июле 2016 года рядом с площадью прошёл этап Формулы1 — гран-при Европы.